# إنجليزي في أوشفيتز
إنجليزي في أوشفيتز هو كتاب من تأليف ليون غرينمان، صدر في عام 2001 ، وهو أحد الناجين من الهولوكوست. ويسرد فيه تجاربه في معسكر اعتقال أوشفيتز.

والكتاب هو وفاء بالوعد الذي قطعه غرينمان حين كان في أوشفيتز، أنه إذا كتب الله له النجاة، فسوف يخبر العالم بما حدث أثناء الحرب".  ويصف في الكتاب ذكرياته أيام سجنه في ستة معسكرات اعتقال للنازيين. ويصف غرينمان وصول عائلته (المكونة منه هو وزوجته إستير، وهي امرأة هولندية، وابنهما بارني البالغ من العمر ثلاث سنوات) إلى معسكر اعتقال أوشفيتز بيركيناو بهذه الكلمات:
تم فصل النساء عن الرجال: سارت إلزه وبارني على بعد حوالي 20 ياردة إلى طابور من النساء... حاولت أن أشاهد إلزه. وكان بإمكاني رؤيتها بوضوح أمام الأضواء الزرقاء. وكانت تراني أيضًا لأنها ألقت لي قبلة ورفعت طفلنا لأراه. وما كان يدور في عقلها لن أعرفه أبدًا. وربما كانت مسرورة لانتهاء الرحلة. 